# Sásony
Sásony (1880-ig Windten, németül Winden am See, szlovákul Šašiň, horvátul Binta) község Ausztriában Burgenland tartományban a Nezsideri járásban.

## Fekvése
Nezsidertől 9 km-re nyugatra a Fertő északi partján fekszik.

## Nevének eredete
Neve a magyar sás főnévből származik.

## Története
A település területén már a kőkorszakban is éltek emberek.  A határában a Zeilerbergen található Medvebarlangban barlangi medve és jégkorszaki állatok, hiénák, farkasok csontjaira bukkantak 1924-ben. A korai bronzkorból származó, a gáta-wieselburgi  kultúrához tartozó település, valamint a hallstatt-korból származó település sírjait és cserépmaradványait is megtalálták itt. Egykor római katonai település is állt itt, és egy római major romjait is kiásták a régészek, ahol Ausztria legrégibb szőlőprésére bukkantak.
A települést 1208-ban "Sason" néven említik először, majd 1217-ben II. András király kiterjesztette a cisztercieknek atyja, Imre király által "Sasun" falunak adott kiváltságokat. Területét ugyanis még 1203-ban adta Imre király a heilingenkreuzi cisztercita apátságnak. 1221-ben Poth gróf  adományozza "Sason" faluban fekvő birtokát a rendnek. 1241-ben a tatárok Sásonyt is elpusztították, mely után németekkel telepítették be. 1347-ben Kálmán győri püspök Sásony tizedét a heilingenkreuzi apátságnak adta, melyből vita keletkezett a rend és az egyházmegye között. Egyháza 1453-ban már bizonyosan létezett.  1529-ben és 1683-ban a török, 1605-ben Bocskai hadai pusztították el. Az 1605-ös pusztítás után két évig puszta volt, a ciszterciek ezután osztrák telepesekkel telepítették újra.  1644-ben pestisjárvány pusztított, melynek négy hónap alatt 300 lakos esett áldozatául. 1646-ban a járvány emlékére pestisoszlopot emeltek, mely ma is áll. 1705-ben a kurucok csak hadisarc fizetése árán kímélték meg a települést. 1809-ben a megszálló franciák okoztak károkat a községben. 1832-ben kolerajárvány pusztított, mintegy száz áldozatot követelt. A falut számos tűzvész is pusztította, 1834-ben például a fele leégett. A község anyakönyveit 1688-tól vezetik.
Vályi András szerint " VINDEN, vagy Vinten. Német falu Mosony Várm. földes Urai a’ Czisztertziták, lakosai katolikusok, fekszik a’ Fertő’ partyán, Nyúlashoz 1/2, Ausztriai Prukk Városához 1 órányira; határja rész szerént hegyes, vőlgyes, és kősziklás, földgye fekete, és követses, rozsot, búzát, árpát, zabot terem; vannak réttyei, és legelője is, de nagyobb része földgyeinek szőlőkből áll, borait helyben is eladhattyák; erdeje, nádgya, halászattya, és kőfaragó helye is van határjában."
Fényes Elek szerint " Vinten, német m. v. Moson vgyében, épen a Fertő partján, Sopron vgye szélén, 750 kath. lak., paroch. templommal. Van kőbányája, 2 vizimalma, kis erdeje, 14 5/ harmadrendű urbéri telke, 603 h. urb. szántófölde; 94 h. rétje, és 1378 kapa szőlőhegye. Birják a cisterciták, s ut. posta Parndorf."
1910-ben 1091, túlnyomórészt német lakosa volt. A trianoni békeszerződésig Moson vármegye Nezsideri járásához tartozott.

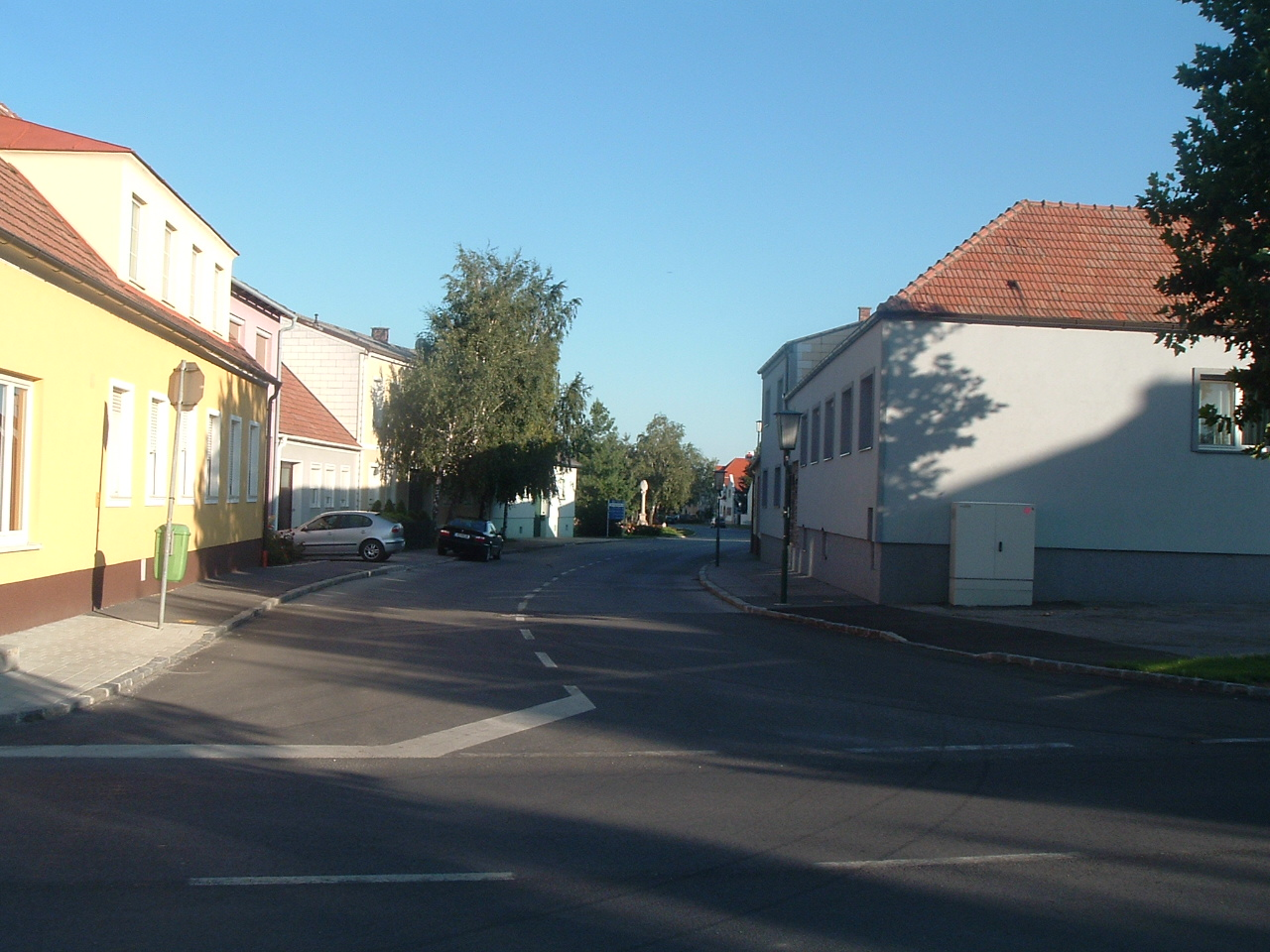
Sásony - utcarészlet

## Nevezetességei
- Szent Flórián tiszteletére szentelt kéttornyú plébániatemploma 1725-ben épült barokk stílusban a heilingenkreuzi ciszterciták által épített régi templom alapjain. Utoljára 1998-ban renoválták. Oltára és ambója Wander Bertoni alkotása.
- Pestisoszlopa 1646-ban készült az 1644-es járvány emlékére.
- A falutól északra található Medvebarlang (Bärenhöhle), Burgenland egyetlen természetes barlangja, Európa egyik legnagyobb denevér-kolóniájának lakóhelye. Az itt talált barlangi medve csontváza ma a fertőszéleskúti Toronymúzeumban látható.
- Wander Bertoni professzor múzeuma és szoborkertje.
- Gritsch-Mühle szabadtéri malommúzeuma.
- Petőfi Sándor 1840-ben katonaként többször járt a faluban, emlékére 2009-ben emléktáblát avattak a kultúrház falán, melynek domborműve Hunyadi László marosvásárhelyi szobrászművész alkotása.

## Híres emberek
Wander Bertoni olasz származású szobrászművész 1965-óta a községben él.

## Külső hivatkozások
- Hivatalos oldal
- Magyar katolikus lexikon
- Rövid ismertető (magyarul)[halott link]
- Wander Bertoni honlapja
- A Petőfi-emléktábla avatása[halott link]